# New Orleans Pelicans 2016-2017
La stagione 2016-17 dei New Orleans Pelicans fu la 15ª nella NBA per la franchigia.
I New Orleans Pelicans arrivarono quarti nella Southwest Division della Western Conference con un record di 34-48, non qualificandosi per i play-off.

## Roster
| N° | Naz.                   | Ruolo | Sportivo           | Anno | Alt. | Peso |
| -- | ---------------------- | ----- | ------------------ | ---- | ---- | ---- |
| 0  | Stati Uniti (bandiera) | C     | DeMarcus Cousins   | 1990 | 208  | 122  |
| 1  | Stati Uniti (bandiera) | A     | Tyreke Evans       | 1989 | 198  | 100  |
| 1  | Stati Uniti (bandiera) | G     | Jarrett Jack       | 1983 | 191  | 91   |
| 2  | Stati Uniti (bandiera) | G     | Tim Frazier        | 1990 | 185  | 77   |
| 3  | Turchia (bandiera)     | C     | Ömer Aşık          | 1986 | 213  | 116  |
| 4  | Stati Uniti (bandiera) | G     | Jordan Crawford    | 1988 | 193  | 88   |
| 5  | Stati Uniti (bandiera) | G     | Lance Stephenson   | 1990 | 198  | 104  |
| 5  | Stati Uniti (bandiera) | A     | Reggie Williams    | 1986 | 198  | 93   |
| 8  | Stati Uniti (bandiera) | A     | Archie Goodwin     | 1994 | 196  | 91   |
| 9  | Stati Uniti (bandiera) | A     | Terrence Jones     | 1992 | 206  | 114  |
| 10 | Stati Uniti (bandiera) | G     | Langston Galloway  | 1991 | 185  | 91   |
| 10 | Francia (bandiera)     | A     | Axel Toupane       | 1992 | 201  | 89   |
| 11 | Stati Uniti (bandiera) | G     | Jrue Holiday       | 1990 | 191  | 93   |
| 12 | Lituania (bandiera)    | A     | Donatas Motiejūnas | 1990 | 213  | 101  |
| 13 | Mali (bandiera)        | G     | Cheick Diallo      | 1996 | 203  | 99   |
| 18 | Israele (bandiera)     | A     | Omri Casspi        | 1988 | 206  | 102  |
| 21 | Stati Uniti (bandiera) | A     | Anthony Brown      | 1992 | 201  | 95   |
| 22 | Stati Uniti (bandiera) | G     | Quinn Cook         | 1993 | 185  | 82   |
| 23 | Stati Uniti (bandiera) | A     | Anthony Davis      | 1993 | 208  | 100  |
| 24 | Bahamas (bandiera)     | G     | Buddy Hield        | 1992 | 193  | 100  |
| 25 | Stati Uniti (bandiera) | G     | Wayne Selden       | 1994 | 196  | 104  |
| 32 | Stati Uniti (bandiera) | G     | Hollis Thompson    | 1991 | 203  | 93   |
| 33 | Stati Uniti (bandiera) | A     | Dante Cunningham   | 1987 | 203  | 104  |
| 42 | Francia (bandiera)     | C     | Alexis Ajinça      | 1988 | 213  | 100  |
| 44 | Stati Uniti (bandiera) | A     | Solomon Hill       | 1991 | 198  | 103  |
| 55 | Stati Uniti (bandiera) | G     | E'Twaun Moore      | 1989 | 191  | 87   |

## Staff tecnico
- Allenatore: Alvin Gentry
- Vice-allenatori: Robert Pack, Darren Erman, Fred Vinson, Phil Weber, Kevin Hanson, Jamelle McMillan
- Vice-allenatore per lo sviluppo dei giocatori: Elvis Valcarcel
- Preparatore atletico: Duane Brooks
- Preparatore fisico: Jason Sumerlin